# 池田十吾
池田 十吾（いけだ そうご、1947年 - ）は、日本の政治学者。国士舘大学名誉教授。専攻は外交史、国際政治史。

## 略歴
熊本県出身。岳父は元大和市議。
国士舘大学政経学部卒業、同大学院政治学研究科博士課程修了、ジョージタウン大学留学。
学位は博士（政治学）（東海大学）、名誉博士（モンゴル国立大学）。

## 著書

### 単著
- 『石井・ランシング協定をめぐる日米交渉』近代文芸社、1994年:ISBN 4773326662
- 『第一次世界大戦期の日米関係史』成文堂、2002年：ISBN 4792370701

### 共著
- 花井等、浅川公紀編『戦後日米関係の軌跡』勁草書房、1995年
- 花井等、浅川公紀編『戦後アメリカ外交の軌跡』勁草書房、1997年
- 花井等編『名著に学ぶ国際関係論』有斐閣コンパクト、1999年
- 川田侃、大畠英樹編『改訂版 新国際政治経済辞典』東京書籍、2003年
- 長谷川雄一編『日本外交のアイデンティティ』南窓社、2004年

## 所属学会等
- 日本国際政治学会
- 国際安全保障学会
- アメリカ国際政治学会(ISA)
- 国際法学会
- 日本危機管理学会　会長

## 要職等
- 厚木基地跡地利用懇話会　座長
- 日露戦争勝利百周年を祝う青年の集い　呼びかけ人
- 頭山満生誕百五十年祭　発起人
- 財団法人熊谷科学技術振興財団　理事
- 国士舘大学　学長室　室長
- 公益財団法人日本国際フォーラム政策委員[1]
- 学校法人茶屋四郎次郎記念学園　理事[2]
- 東京福祉大学　特任教授[3]